# Commission royale d'enquête sur le capital et le travail
La Commission royale d'enquête sur le capital et le travail est une commission royale d'enquête mise sur pied au Canada de 1886 à 1889 par le gouvernement fédéral libéral-conservateur de sir John Alexander Macdonald, visant à étudier les conditions de travail et les conditions de vie des prolétaires dans les entreprises canadiennes.
Cette commission, formée de treize personnes issues de différents milieux, et présidée par le juge québécois James Armstrong, fut mise sur pied sous la pression du mouvement ouvrier naissant à la suite de la recrudescence des accidents de travail, de la piètre qualité de vie des travailleurs et de la décrépitude des relations patronales-ouvrières.

## Le diagnostic
Cette commission mit en lumière le sort épouvantable des ouvriers de l'époque. Bas salaires, exploitation des femmes et des enfants, comportement immoral et souvent illégal du patronat furent remarqués par les commissaires.
La commission découvrit également l'existence d'un système anti-syndical afin d'expurger des entreprises de façon permanente les syndicalistes et les militants politiques de gauche. À cette fin, des listes noires étaient dressées et elle circulaient au sein des groupes d'affaires. On assistait aussi régulièrement à des congédiements arbitraires de militants et à la signature forcée de contrats faisant promettre aux ouvriers de ne pas adhérer à un syndicat.

## Les recommandations
La commission recommanda plusieurs mesures législatives, dont l'introduction de la journée de travail de neuf heures et de 54 heures par semaine. Elle proposera également l'interdiction du travail des enfants de moins de 14 ans, la mise sur pied d'un système d'indemnisation des blessés au travail, la création d'un service d'inspection de la sécurité et de l'hygiène sur les lieux de travail et la création d'un mécanisme de médiation et d'arbitrage et des conflits de travail.
Quelques mesures furent timidement mises en place 10 ans plus tard, mais la majorité des recommandations furent ignorées pendant plusieurs dizaines d'années, notamment de par le fait que le travail est de juridiction provinciale dans le système fédéral canadien.

## Sources
- Histoire du mouvement ouvrier au Québec, 150 ans de luttes, (2001), CSN-CSQ, 329 p.
- Familles ouvrières à Montréal : Âge, genre et survie quotidienne pendant la phase d'industrialisation, Bettina Bradbury, Montréal, Boréal, 1995.